# Michał ze Lwowa
Michał ze Lwowa (zm. 1494) – duchowny rzymskokatolicki, dominikanin. Pełnił funkcję przeora zakonu we Lwowie i prowincjała prowincji wschodniej zakonu dominikanów, obejmujące klasztory na obszarze pomiędzy Lwowem a Kijowem. 22 czerwca 1487 mianowany biskupem kijowskim, skupił się na organizacji życia diecezjalnego.